# Melčice-Lieskové
Melčice-Lieskové (in tedesco Meltschitz, in ungherese Melcsicmogyoród) è un comune della Slovacchia facente parte del distretto di Trenčín, nella regione omonima.
È citata per la prima volta in un documento storico nel 1398 con il nome di Mylchycz, come feudo del castello di Beckov. 
Ha dato i natali al poeta Ján Smrek.